# 王博平
王博平（1916年10月—1982年），原名承弼，又名修植，男，浙江镇海人，中华人民共和国政治人物，曾任中共浙江省委常委，浙江省人民政府副省长。